# Terremoto de Jamaica de 2020
El terremoto de Jamaica de 2020 fue un sismo de magnitud 7.7 que ocurrió el 28 de enero de 2020, a las 2:10 p. m. (hora local), en el mar Caribe, entre Jamaica y Cuba, con epicentro a 133 km (83 millas) al noroeste de Montego Bay. Las escuelas en Jamaica y edificios en Miami, Estados Unidos, fueron evacuados y una alerta de tsunami fue emitida por el Centro de Alerta de Tsunamis del Pacífico. 
Más tarde fue cancelada en un principio se esperaron olas de hasta 1 metro para Honduras, Jamaica, Cuba y México.

## Información técnica
El terremoto fue de Magnitud 7.7 (Magnitud de Momento) y se registró 28 de enero de 2020 en el mar Caribe al sur de Cuba y al noroeste de Jamaica se produjo como resultado de una falla por deslizamiento en el límite de la placa entre las placas tectónicas Norteamericana y del Caribe.
Las soluciones preliminares del mecanismo focal para el terremoto indican que se produjo un deslizamiento como resultado del movimiento lateral izquierdo en una falla abrupta que golpeó hacia el este-noreste, o como resultado del movimiento lateral derecho en una falla abrupta que golpeó hacia el sur-sureste. 
El plano de falla que golpea aproximadamente este-oeste es consistente con la orientación del límite de la placa regional; Esta estructura de transformación se denomina falla de Oriente. En el lugar de este terremoto, la placa Norteamericana se mueve hacia el oeste-suroeste con respecto a la placa del Caribe a una velocidad de aproximadamente 19 mm / año.
Aunque comúnmente se trazan como puntos en los mapas, los terremotos de este tamaño se describen más apropiadamente como deslizamiento sobre un área de falla más grande. Los eventos de fallas de huelga-deslizamiento del tamaño del terremoto del 28 de enero de 2020 son típicamente de aproximadamente 170x25 km (largo x ancho); El modelado de este terremoto implica dimensiones de aproximadamente 200x20 km, predominantemente al oeste del hipocentro.
Otros cinco terremotos de magnitud 6 o más grandes han ocurrido dentro de los 400 km del evento del 28 de enero de 2020 durante el medio siglo anterior. Estos incluyen un terremoto M 6.8 en diciembre de 2004, 280 km al oeste del terremoto de hoy, y un evento M 6.2 en mayo de 1992, casi 100 km al este del terremoto de hoy. Probablemente debido a su ubicación lejos de la tierra y de los principales centros de población, se sabe que ninguno de estos terremotos ha resultado en daños o muertes relacionados con sacudidas.

## Impacto

### Islas Caimán
Se registró un tsunami con olas de 46 cm de alto, había carreteras agrietadas.

### Cuba
Una encuesta realizada por el Centro Nacional de Investigaciones Sismológicas encontró que una casa se había derrumbado por completo y otras 300 mostraban algún daño, también se informaron daños en algunas escuelas y guarderías.

### Jamaica
Un edificio de seis pisos de la Universidad de las Indias Occidentales, campus Mona, que tiene aproximadamente 300 estudiantes, fue evacuado, se informaron daños en al menos 2 parroquias en el oeste de Jamaica.

### Estados Unidos
El sismo también se sintió en el sur de Florida y varios edificios fueron evacuados, particularmente en el condado de Miami-Dade y los Cayos de la Florida. Muchos edificios públicos fueron evacuados en el centro de Miami, de forma voluntaria hasta que el departamento de bomberos local ordenó una evacuación plena.

### México
El sismo se sintió en Cancún, Quintana Roo, Tabasco y muy débilmente en Ciudad de México.
Preventivamente se emitió una alerta de tsunami, se esperaron olas de hasta 1 metro. Más tarde fue cancelada la alerta de tsunami y se registró un tsunami máximo de 40 cm en las costas.